# DX Весов
DX Весов (лат. DX Librae) — одиночная переменная звезда в созвездии Весов на расстоянии (вычисленном из значения параллакса) приблизительно 3638 световых лет (около 1115 парсеков) от Солнца. Видимая звёздная величина звезды — от +14,9m до +13,7m.

## Характеристики
DX Весов — красная пульсирующая полуправильная переменная звезда (SR:) спектрального класса M7e. Эффективная температура — около 3200 К.